# Sphodromerus calliptamoides
Sphodromerus calliptamoides is een rechtvleugelig insect uit de familie veldsprinkhanen (Acrididae). De wetenschappelijke naam van deze soort is voor het eerst geldig gepubliceerd in 1943 door Uvarov.